# 卡阿郎巨木
卡阿郎巨木，是一束位於臺灣南投縣信義鄉的台灣杉，是臺灣第一棵發現高於80公尺的台灣杉。位於海拔1,200至2,500公尺間的霧林帶。

## 沿革
2020年，行政院農業委員會林業試驗所與國立成功大學共同策畫「找樹的人－巨木地圖計畫」團隊，開始於臺灣山區探勘超過65公尺高的巨木，並先後於2019年於雪霸國家公園找到79.1公尺處的桃山神木，隨即在南投丹大山區、卡阿郎溪支流匯流口處進行該地區的臺灣杉探勘，3月21日，團隊於中央山脈陵線西側1,000公尺處透過光達測量巨木，從而發現卡阿郎巨木。
經實測估算後，該樹木高度介於81至82公尺，由於團隊已先篩選可能存在巨木，該巨木被發現時，曾被推測將是臺灣第一高樹。團隊則以以在地原住民聚落地名命名該樹為「卡阿郎」，是布農語「螃蟹」之意。
2022年，團隊經實地勘查大安溪的「編號55214」確認該木從而超過卡阿郎巨木的高度，當前卡阿郎巨木被視為臺灣第二巨木。

## 資訊
卡阿郎巨木屬大型的柏科台灣杉屬植物，該數種是亞洲最高的樹種之一，其胸圍8.2公尺，到60公尺高度分枝仍有50公分以上。由於所在位置陡峭，卡阿郎巨木並不易前往及進行近景拍攝。